# Apertura semicerrada
|       |       |       |       |       |       |       |       |       |  |
|       | a8 rd | b8 nd | c8 bd | d8 qd | e8 kd | f8 bd | g8 nd | h8 rd |  |
| a7 pd | b7 pd | c7 pd | d7 pd | e7 pd | f7 pd | g7 pd | h7 pd |       |  |
| a6    | b6    | c6    | d6    | e6    | f6    | g6    | h6    |       |  |
| a5    | b5    | c5    | d5    | e5    | f5    | g5    | h5    |       |  |
| a4    | b4    | c4    | d4 pl | e4    | f4    | g4    | h4    |       |  |
| a3    | b3    | c3    | d3    | e3    | f3    | g3    | h3    |       |  |
| a2 pl | b2 pl | c2 pl | d2    | e2 pl | f2 pl | g2 pl | h2 pl |       |  |
| a1 rl | b1 nl | c1 bl | d1 ql | e1 kl | f1 bl | g1 nl | h1 rl |       |  |
|       |       |       |       |       |       |       |       |       |  |

Apertura semicerrada es aquella apertura en la que el blanco avanza dos casillas su peón de dama y el negro responde de forma distinta a avanzar igualmente dos casillas su peón de dama. Es decir, son aquellas en las cuales las negras responden a la jugada 1.d4 del blanco con un movimiento distinto de 1...d5.

## Aperturas semicerradas más comunes

### Sistemas indios
- Son aperturas en las que el negro responde a 1.d4 con 1.... Cf6

- 1.d4 Cf6 Sistemas indios
- 1.d4 Cf6 2.c4 c5 Defensa Benoni o Defensa Benoni moderna o Defensa Indobenoni
- 1.d4 Cf6 2.c4 c5 3.d5 b5 Gambito Volga o Contragambito Benko o Contragambito Volga
- 1.d4 Cf6 2.c4 e5 Defensa Budapest
- 1.d4 Cf6 2.c4 e6 3.g3 Apertura catalana
- 1.d4 Cf6 2.c4 e6 3.Cc3 Ab4 Defensa Nimzoindia
- 1.d4 Cf6 2.c4 e6 3.Cf3 b6 Defensa india de dama
- 1.d4 Cf6 2.c4 e6 3.Cf3 c5 4.d5 b5 Contragambito Blumenfeld
- 1.d4 Cf6 2.c4 e6 3.Cf3 Ab4+ Defensa Bogoindia
- 1.d4 Cf6 2.c4 e6 3.Cf3 Ce4 Defensa Döry
- 1.d4 Cf6 2.c4 e6 3.Ag5 Ataque Neo-Indio
- 1.d4 Cf6 2.c4 d6 Defensa india antigua
- 1.d4 Cf6 2.c4 g6 3.Cc3 d5 Defensa Grünfeld
- 1.d4 Cf6 2.c4 g6 3.Cc3 Ag7 Defensa india de rey
- 1.d4 Cf6 2.c4 Cc6 Defensa mexicana
- 1.d4 Cf6 2.Cf3 e6 3.Ag5 Ataque Torre
- 1.d4 Cf6 2.Ag5 Ataque Trompowsky

### Otras aperturas semicerradas
- 1.d4 b5 Defensa polaca
- 1.d4 e5 Gambito Englund
- 1.d4 e6 2.c4 b6 Defensa inglesa
- 1.d4 e6 2.c4 Ab4+ Defensa Keres o Defensa canguro
- 1.d4 c5 Defensa Benoni antigua
- 1.d4 d6 Defensa Wade
- 1.d4 f5 Defensa holandesa
- 1.d4 Cc6 Defensa del caballo de dama